# 羅伯遜角 (勞里島)
羅伯遜角（英語：Cape Robertson），是南極洲的海岬，位於南奧克尼群島的勞里島西北部，處於魯特角以東2公里的麥肯齊半島北端，是潔西灣入口處西部，現時由南極條約體系管理。